# José Calvo (Schauspieler)
José Calvo (oftmals Pepe Calvo, eigentlich José Calvo Salgado, * 3. März 1916 in Madrid; † 16. Mai 1980 in Las Palmas) war ein spanischer Schauspieler.

## Leben
Calvo brach sein Medizinstudium ab, um eine Karriere als Schauspieler zu verfolgen. Bereits 1934 feierte er seine Bühnenpremiere; 1951 war er erstmals auf der Leinwand zu sehen. In den folgenden knapp dreißig Jahren war er in über 150 Rollen zu sehen. Neben Arbeiten für Juan Antonio Bardem und Luis Buñuel war er regelmäßiger Gast in Italowestern, erstmals als Wirt Silvanito in Sergio Leones Für eine Handvoll Dollar. Er spielte in zahlreichen spanischen Produktionen auch nach Abebben der Western-Welle, vornehmlich in Komödien und immer häufiger in Fernsehrollen.
1970 erhielt Calvo den spanischen Preis der Filmwirtschaft als bester Nebendarsteller.
Calvo war mit seiner Schauspielkollegin Mercedes Barranco verheiratet.

## Filmografie (Auswahl)
- 1952: Dulce nombre
- 1955: Der Coyote (El coyote)
- 1956: Hauptstraße (Calle Mayor)
- 1956: Mein Onkel, der Torero (Mi tío Jacinto)
- 1956: Die Welt wird uns gehören (El expreso de Andalucía)
- 1960: Brot und Blut (A las cinco de la tarde)
- 1961: Viridiana (Viridiana)
- 1962: Fallen für Fra Diavolo (Im tromboni di Fra Diavolo)
- 1963: Drei gegen Sacramento (Gringo)
- 1963: Die Kastilier (El valle de las espadas)
- 1963: Sheherazade – Der goldene Löwe von Bagdad (Shéhérazade)
- 1963: Der zweite Mann (The Running Man)
- 1964: Cordoba (Llanto por un bandido)
- 1964: Für eine Handvoll Dollar (Per un pugno di dollari)
- 1964: Seitensprünge (Extraconiugale)
- 1965: Das erste Abenteuer (La primera aventura)
- 1965: Jetzt sprechen die Pistolen (Perché uccidi ancora?)
- 1965: Der Mann von Toledo (L'uomo di Toledo)
- 1965: Oklahoma John – Der Sheriff von Rio Rojo (Oklahoma John)
- 1965: Pistoleros (All’ombra di una colt)
- 1965: Raffica – Tiger der Wüste (Una ráfaga de plomo)
- 1965: Das Vermächtnis des Inka
- 1966: Auch große Scheine können falsch sein (Monnaie de singe)
- 1966: Für 1000 Dollar pro Tag (Per mille dollari al giorno)
- 1966: Geh ins Bett, nicht in den Krieg (Non faccio la guerra, faccio l‘amore)
- 1966: Tampeko – Ein Dollar hat zwei Seiten (Per pochi dollari ancora)
- 1966: Wir, die Trottel vom 12. Revier (2 mafiosi contro Al Capone)
- 1967: Der Tod ritt dienstags (I giorni dell’ira)
- 1967: Die längsten Finger hat Madame (La notte è fatta per… rubare)
- 1968: Der Fremde von Paso Bravo (Uno straniero a Paso Bravo)
- 1968: Heißes Spiel für harte Männer (Rebus)
- 1968: Zweimal Judas (Due volte Giuda)
- 1969: Blutiges Blei (Il prezzo del potere)
- 1970: Tristana
- 1970: War Time – Angriff im Morgengrauen (Golpe de mano)
- 1971: Knie nieder und friß Staub (Anda muchacho, spara!)
- 1971: Mord in der Rue Morgue (Murders in the Rue Morgue)
- 1971: Sein Schlachtfeld war das Bett (Le calde notti di Don Giovanni)
- 1972: Dans la poussière du soleil
- 1972: Das Pferd kam ohne Socken (Ettore lo fusto)
- 1973: Die Haie von Barcelona (La redada)
- 1973: Der Kleine mit dem großen Tick (L'emigrante)
- 1974: J & M – Dynamit in der Schnauze (Arrivano Joe e Margherito)
- 1981: Cervantes (Fernsehserie, 9 Folgen)